# Austrocactus pauxillus
Austrocactus pauxillus es una especie de planta suculenta perteneciente al género Austrocactus, dentro de la familia Cactaceae. Es endémica del noroeste de Argentina.

## Descripción
Austrocactus pauxillus es una especie de cactus pequeño con el tallo cilíndrico de color verde grisáceo que puede variar en tonalidades. Puede alcanzar alturas de entre 10 a 30 cm.
El color de sus espinas varía desde el blanco hasta el marrón. Las espinas radiales son numerosas y cortas, mientras que las espinas centrales son más largas, robustas y suelen ser más prominentes. Las flores son diurnas, de color amarillento y suelen aparecer en la parte superior del tallo.

## Distribución y hábitat
El área de distribución nativa de esta especie es el noroeste de Argentina (concretamente en la provincia de Mendoza) y crece principalmente en biomas desérticos o de matorrales secos. Es una especie adaptada a condiciones de poca humedad y puede tolerar temperaturas extremas.

## Taxonomía
Austrocactus pauxillus fue descrita por Elisabeth Sarnes y Norbert Sarnes y publicada por primera vez en la revista Kakteen und andere Sukkulenten 67: 154 en 2016.

Etimología
- Austrocactus: nombre genérico que proviene del latín australis (que significa 'del sur') y el sufijo cactus, haciendo referencia a que es un cactus que se localiza en el sur.[3]
- pauxillus: epíteto específico que proviene del latín pauxillus, que significa 'pequeño' o 'diminuto', haciendo referencia al tamaño pequeño de la planta en comparación con otras especies de cactus.[4]

## Usos
Se cultiva principalmente como planta ornamental. Este cactus es popular entre los coleccionistas de plantas debido a su tamaño compacto y su floración atractiva. Requiere un sustrato bien drenado y exposición a la luz directa del sol para prosperar.